# Lucien Pailler

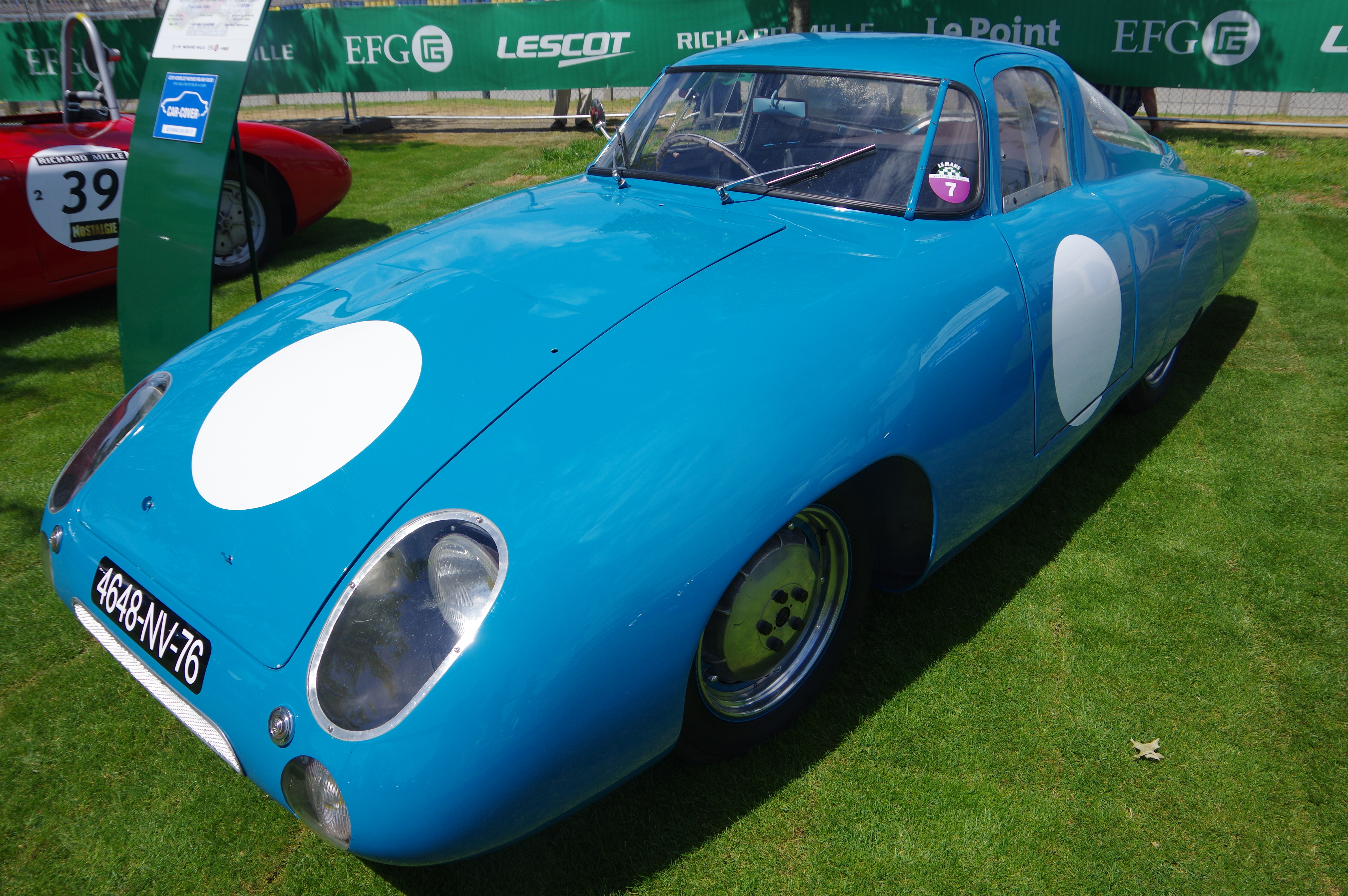
Der Monopole X86 mit dem Lucien Pailler beim 24-Stunden-Rennen von Le Mans 1956 am Start war

Lucien Antoine Pailler (* 18. Mai 1907 in Le Blanc; † 22. September 1970 in La Trimouille) war ein französischer Autorennfahrer.

## Karriere als Rennfahrer
Lucien Pailler führte eine Kfz-Werkstatt der französischen Automobilmarke Panhard in seiner Heimatstadt und war in den 1950er-Jahren als Rennfahrer aktiv. Neben Einsätzen bei nationalen Sportwagenrennen, war er auch zweimal beim 24-Stunden-Rennen von Le Mans am Start. Sowohl 1954 als auch 1956 musste er wegen Unfällen vorzeitig aufgeben. 1954 verunfallte er auf einem Panhard X88 schon in einer frühen Phase des Rennens. 1956 endete der Einsatz fatal. Nach fünf gefahrenen Runden hatte Teamkollege Louis Héry im Panhard X86 in der Maison Blanche einen schweren Unfall und starb an seinen Verletzungen im Krankenwagen, auf dem Weg ins Spital.

## Statistik

### Le-Mans-Ergebnisse
| Jahr | Team                            | Fahrzeug     | Teamkollege   | Platzierung | Ausfallgrund |
| ---- | ------------------------------- | ------------ | ------------- | ----------- | ------------ |
| 1954 | Automobiles Panhard et Levassor | Panhard X88  | Jacques Dewez | Ausfall     | Unfall       |
| 1956 | Louis Héry                      | Monopole X86 | Louis Héry    | Ausfall     | Unfall       |

### Einzelergebnisse in der Sportwagen-Weltmeisterschaft
| Saison | Team               | Rennwagen   | 1   | 2   | 3   | 4   | 5   | 6   |
| ------ | ------------------ | ----------- | --- | --- | --- | --- | --- | --- |
| 1954   | Panhard & Levassor | Panhard X88 | BUA | SEB | MIM | LEM | RTT | CAP |
| 1954   | Panhard & Levassor | Panhard X88 | DNF |     |     |     |     |     |